# Josef Losert
Josef Losert (Wiener Neustadt, 4 febbraio 1908 – Friburgo in Brisgovia, 25 ottobre 1993) è stato uno schermidore austriaco, vincitore di una medaglia d'argento ed una di bronzo ai campionati mondiali di scherma.
Era il padre di Roland Losert.